# Polystichum flaccidum
Polystichum flaccidum är en träjonväxtart som beskrevs av Cornelis Rugier Willem Karel van Alderwerelt van Rosenburgh. Polystichum flaccidum ingår i släktet Polystichum och familjen Dryopteridaceae. Inga underarter finns listade.